# Roźwienica (gmina)
Pour le village, voir Roźwienica.
Roźwienica est une gmina rurale du powiat de Jarosław, Basses-Carpates, dans le sud-est de la Pologne. Son siège est le village de Roźwienica, qui se situe environ 10 km au sud-ouest de Jarosław et 43 km à l'est de la capitale régionale Rzeszów.
La gmina couvre une superficie de 70,69 km2 pour une population de 6 395 habitants.

## Géographie
La gmina inclut les villages de Bystrowice, Chorzów, Cząstkowice, Czudowice, Roźwienica, Rudołowice, Tyniowice, Węgierka, Więckowice, Wola Roźwienicka et Wola Węgierska.
La gmina borde les gminy de Chłopice, Krzywcza, Pawłosiów, Pruchnik, Rokietnica et Zarzecze.